# الرفاعي (جبلة)

تعديل مصدري - تعديل

الرفاعي محلة تابعة لقرية الظهرة، التابعة لعزلة انامر اعلى بمديرية جبلة إحدى مديريات محافظة إب في الجمهورية اليمنية، بلغ تعداد سكانها 103 حسب تعداد اليمن لعام 2004.